# Jasseron
 Jasseron là một xã ở tỉnh Ain, vùng Auvergne-Rhône-Alpes thuộc miền đông nước Pháp.

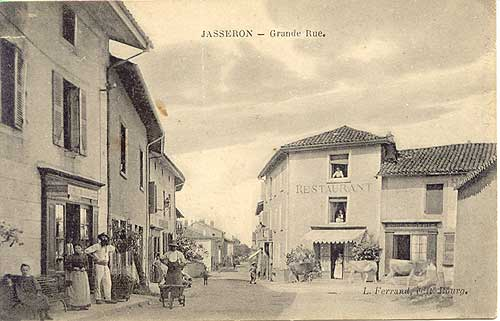
Jasseron c.1900